# Enicospilus nigrinervis
Enicospilus nigrinervis är en stekelart som beskrevs av Cameron 1901. Enicospilus nigrinervis ingår i släktet Enicospilus och familjen brokparasitsteklar. Inga underarter finns listade i Catalogue of Life.